# Baño herbal

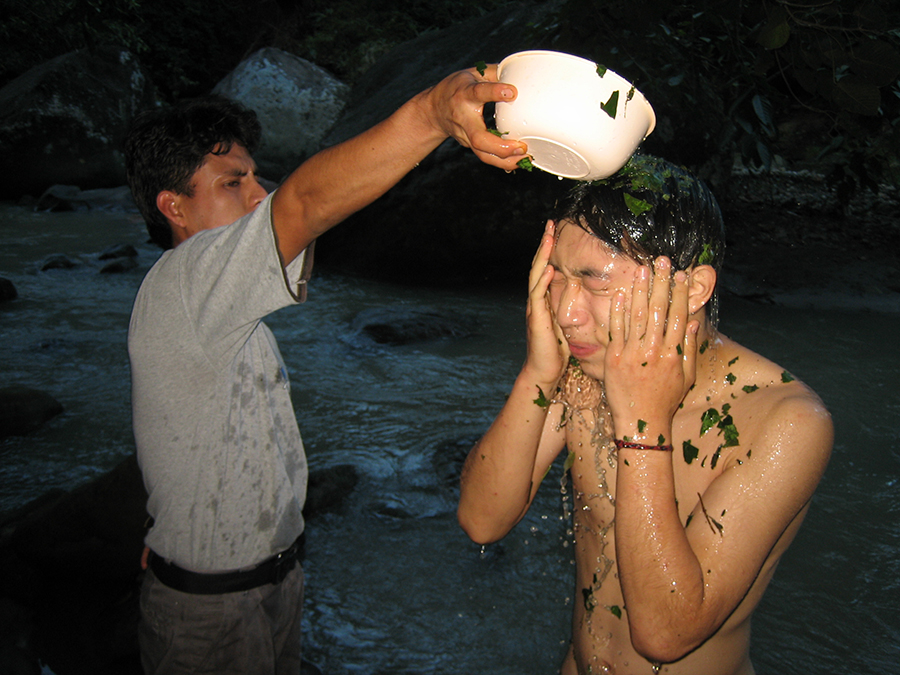
Baño con plantas en el Centro Takiwasi en Tarapoto, Perú.

El baño herbal o baño con plantas se refiere a la práctica de utilizar plantas medicinales en combinación con agua para lograr un efecto beneficioso en la salud de las personas. Es parte de la medicina tradicional de muchos pueblos en las Américas, Asia y Europa.

## Distribución
En Perú forma parte de la medicina tradicional de los Andes y la Amazonía y existen diferentes clases de baños que utilizan plantas medicinales como los baños de florecimiento, los baños con plantas maestras, los baños genitales (Mauria heterophyllia), la limpieza de heridas (Senecio genisianus), los baños para problemas de dolor de huesos o artritis (Alnus acuminata, Capparis crotonoides, Gaultheria reticulata), y los baños para los problemas de irritación de la piel.
En Surinam, los pueblos cimarrones Saramaka y Aucan utilizan baños herbales para una limpieza física y espiritual, como el tratamiento de problemas respiratorios, cutáneos y sensación de debilidad o agotamiento.
En la provincia de Yunnan en el suroeste de China, los Yao utilizan baños de plantas para prevenir y tratar enfermedades reumáticas, enfermedades de la piel, golpes y problemas ginecológicos.
En la provincia de Célebes Septentrional en Indonesia, la etnia Minahasa utilizan hierbas medicinales en baños posparto para fortalecer el proceso de rehabilitación de las madres.
En la región de Trentino-Alto Adigio en Italia, los Bagni di fieno utilizan plantas fermentadas en agua (Arnica montana, Alchemillia vulgaris, Achillera millefolium, Thymus serpyllum, Taraxacum alpinum, Vaccinium myrtillus y Gentiana lutea) por uno o dos días combinadas con baños en aguas termales para tratar condiciones reumáticas.
En Bolivia, los Tacana en la provincia de Iturralde, utilizan los baños herbales para tratar el raquitismo, la fiebre y la inflamación del cuerpo.

## Farmacocinética

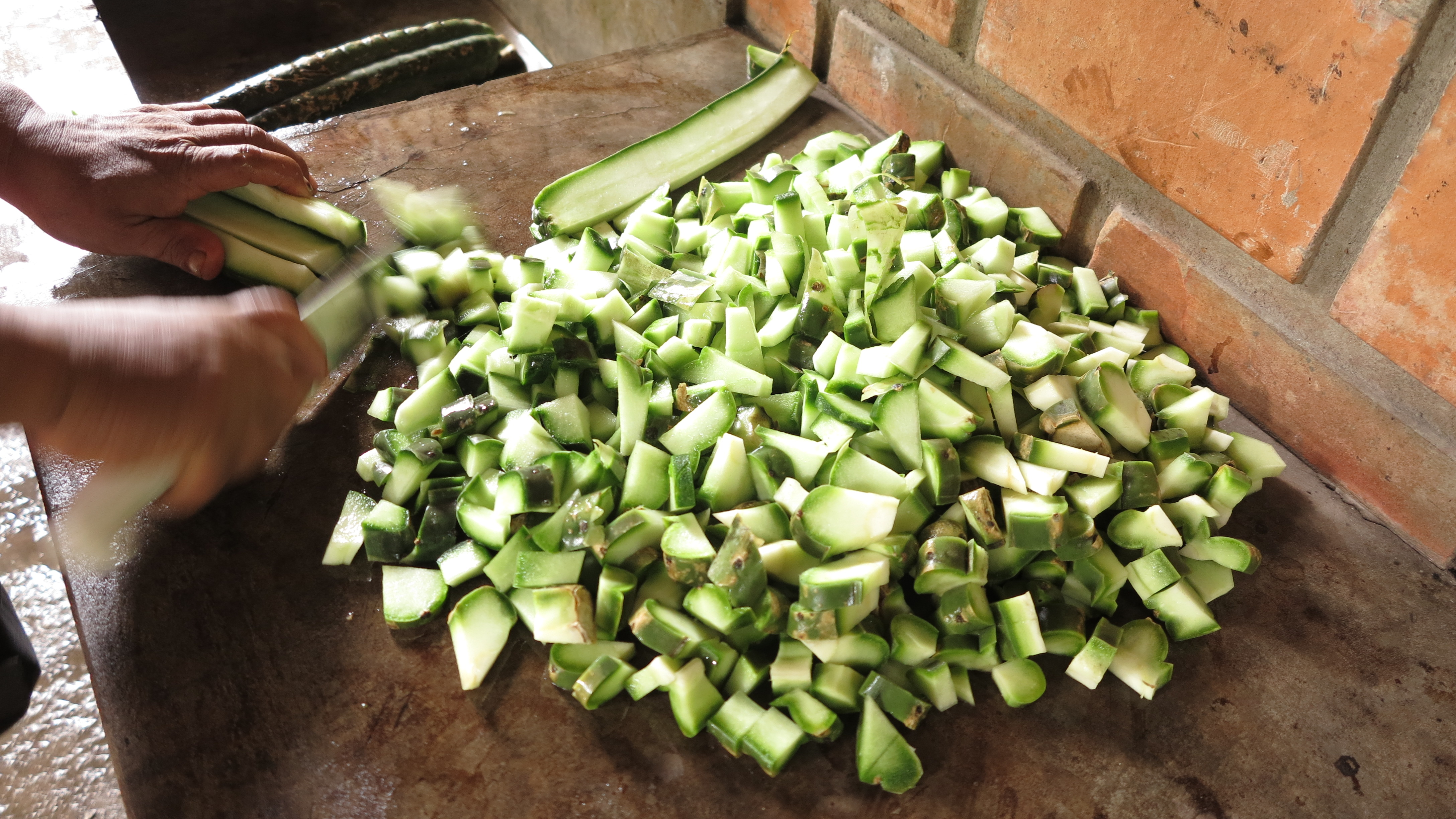
Cactus Echinopsis pachanoi picado para un baño herbal en el Centro Takiwasi en Tarapoto

### Absorción cutánea
La absorción cutánea es una ruta de administración utilizada por la biomedicina y la medicina tradicional a través de la cual las moléculas de una sustancia atraviesa la epidermis, la dermis y la hipodermis. La absorción depende de las características lipófilas de la sustancia ya que la epidermis actúa como una barrera lípida. La absorción puede ser transcelular, intercelular y a través de los anexos (folículos pilosos, glándulas sudoríparas y glándulas sebáceas). Una vez que las moléculas han entrado a la dermis a través de la epidermis o de los anexos, ocurre la absorción sistémica a partir de la microcirculación existente en los vasos sanguíneos en la dermis papilar.

### Factores que intervienen en la absorción
La absorción cutánea de los principios activos de las plantas dependerá de:
- la región anatómica: las mucosas (nasal, bronquios, vulva, vaginal), el escroto y los párpados tienen menos resistencia a la penetración que los antebrazos y las piernas, las palmas de las manos o las plantas de los pies.[19]
- el estado de la piel: la presencia de lesiones cutáneas, las enfermedades cutáneas y el grado de hidratación afectan el grado de absorción.[20]
- la temperatura de la piel: a mayor temperatura mayor vasodilatación y difusión.[21]
- la edad: la piel de los niños es más permeable que la de los adultos.[21]
- la lipofilia de la piel: las moléculas lipófilas tendrá más facilidades para pasar entre los espacios intercelulares en la capa córnea de la epidermis.[21]